# رتنبورگ
رتنبورگ (به فرانسوی: Reutenbourg) یک کمون در فرانسه با جمعیت ۳۳۴ نفر است که در Canton of Marmoutier واقع شده‌است.